# Скайлайн (фільм)
«Скайлайн» (англ. Skyline, досл. Обрій) — американський фантастичний фільм 2010 року. Головні ролі виконали Ерік Бальфур, Скотті Томпсон, Бріттані Деніел, Крістал Рід, Девід Заяс і Дональд Фейсон. У 2017 році вийшло продовження фільму під назвою «Скайлайн 2».
Група молодих людей стає свідками нападу іншопланетян. Прибульці гіпнотизують людей світлом, щоб змусити виходити з укриттів, та забирають на свої кораблі. Вцілілі намагаються сховатися і втекти з міста. Для цього їм необхідно не лише перемогти дорогою іншопланетних солдатів, а й зуміти не зазнати впливу згубного сяйва.

## Сюжет
Троє хлопців — Рей, Джеррод, Террі, і три дівчини — Кендіс, Деніз і Ілейн, після вечірки ночують на квартирі. На них чекає несподіване пробудження. У вікно пробивається яскраве світло, і один з героїв, Рей, визирає, щоб з'ясувати його причину. Під дією світла його вени чорніють і невідома сила витягує Рея з кімнати. Друзі розуміють, що коїться щось недобре, і негайно закривають жалюзі на всіх вікнах. Але точно дізнатися, що саме відбувається вони не можуть — ні телефони, ні телевізори, ні інші електроприлади не працюють.
За якийсь час компанії набридає невідомість. Всупереч обіцянкам дівчатам, хлопці вирішують з'ясувати, що ж сталося у зовнішньому світі. Вони підіймаються на дах будівлі і бачать, що місто атакували кораблі прибульців з космосу. За допомогою світла вони гіпнотизують людей, змушуючи йти на світло, та затягують жертв на свої кораблі. Джеррод потрапляє під вплив світла, та товариш встигає затягнути його назад. Друзі усвідомлюють, що залишатися в приміщенні небезпечно, і розробляють план втечі. Їхня кінцева мета досягти яхти Террі та втекти на ній з міста.
Террі задумує взяти авто сусіда Волта, якого невдовзі вбивають інопланетяни. На виїзді на авто нападає бойова машина прибульців, Деніз гине, а слідом і Террі, що намагався його врятувати. Решта повертаються в гараж, де на них нападає інша машина, вбивши іншого вцілілого — Коліна. Дружина Коліна, Джен, приєднується до втікачів, їх рятує від нового нападу консьєрж Олівер, що таранить прибульця позашляховиком. Всі вцілілі замикаються в квартирі Террі, дорогою втративши Джен.
Наступного дня армія США іде в контратаку проти прибульців. Однак, людська зброя виявляється марною і навіть ядерна боєголовка лише тимчасово виводить з ладу корабель інопланетян. Прибульці знищують найближчий загін спецпризначенців та витягують надвір Кендіс. Джеррод та Ілейн тікають на дах, де кличуть на допомогу військовий гелікоптер, але машина прибульців збиває його. Олівер вирішує підірвати квартиру, відкривши газ. Вибух знищує нападників, даючи шанс на втечу.
Вцілілі вибігають на дах, де точиться бій між солдатами та прибульцями. Джеррод ледве не гине, та Ілейн приголомшує прибульця. Той невдовзі отямлюється та нападає на Ілейн. Несподівано Джеррод зазнає приступу люті, накидається на прибульця та з надзвичайною силою вириває йому нутрощі. Та слідом він з Ілейн опиняється в промені, що забирає обох на інопланетний корабель.
На борту вони виявляють, що прибульці вирізають мозки жертв. Деякі вони пожирають, а інші пересаджують у скафандри, щоб поповнити свої ряди. Виявивши, що Ілейн вагітна, вони спрямовують її в інший відсік. Джеррод стає їхньою черговою жертвою, проте його мозок виявляється відмінним від інших. Коли його пересаджують у скафандр, Джеррод зберігає силу волі, виривається та рятує Ілейн від зловісної операції. Під час титрів Джеррод вступає в бій з інопланетянами та несе Ілейн на руках по кораблю.

## У ролях
| Актор           | Роль    |
| --------------- | ------- |
| Ерік Бальфур    | Джеррод |
| Скотті Томпсон  | Ілейн   |
| Девід Заяс      | Олівер  |
| Дональд Фейсон  | Террі   |
| Бріттані Деніел | Кендіс  |
| Крістал Рід     | Деніз   |
| Ніл Гопкінс     | Рей     |